# Грмуша
Грмуша је насељено мјесто у Босни и Херцеговини, у граду Бихаћ, које административно припада Федерацији Босне и Херцеговине. Према попису становништва из 1991. у насељу је живјело 304 становника. У селу се налази Црква Светог Пантелејмона.

## Становништво
| Националност       | 1991. | 1981. | 1971. | 1961. |
| Срби               | 289   | 442   | 632   | 619   |
| Југословени        | 3     | 8     | 4     | 10    |
| Муслимани          | 3     |       | 8     |       |
| Хрвати             |       |       |       | 1     |
| остали и непознато | 9     | 3     | 2     |       |
| Укупно             | 304   | 453   | 646   | 629   |

| Демографија | Демографија | Демографија |
| Година      | Становника  | Становника  |
| ----------- | ----------- | ----------- |
| 1961.       | 629         |             |
| 1971.       | 646         |             |
| 1981.       | 453         |             |
| 1991.       | 304         |             |